# Сона (Карелия)
Сона — заброшенная деревня в Пряжинском районе Республики Карелия.
Развалины деревни расположены около лесной дороги, соединяющей посёлки Пийтсиёки и Колатсельга. Отстоит от посёлка Колатсельга около 13 км. От посёлка Пийтсиёки — около 32 км. Название происходит от реки Сона, протекающей в 1,5 км от деревни. В 9 км южнее деревни расположены так называемые Колатсельгские штольни.

## Галерея

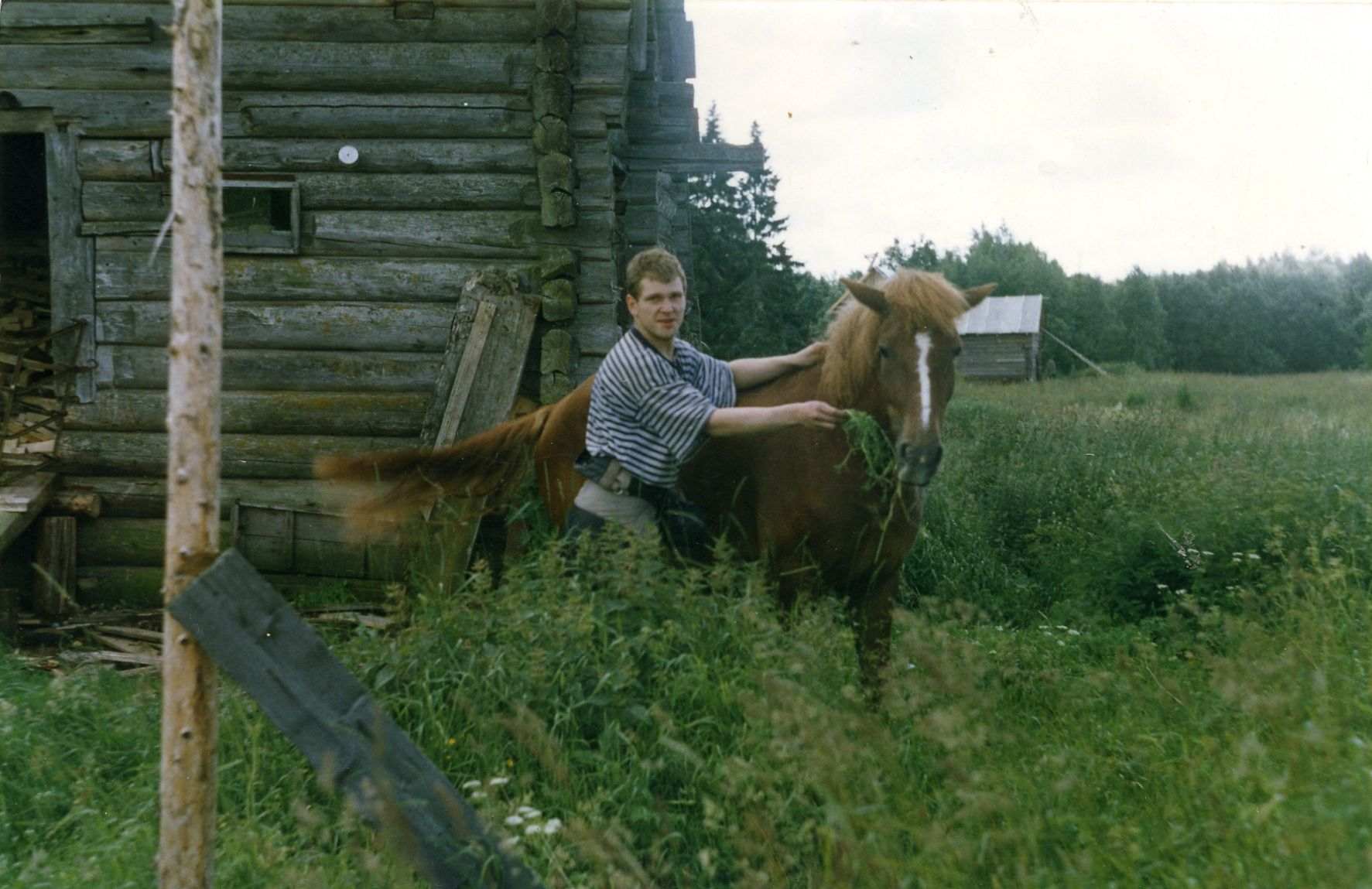
Единственный уцелевший дом по состоянию на лето 1999 года
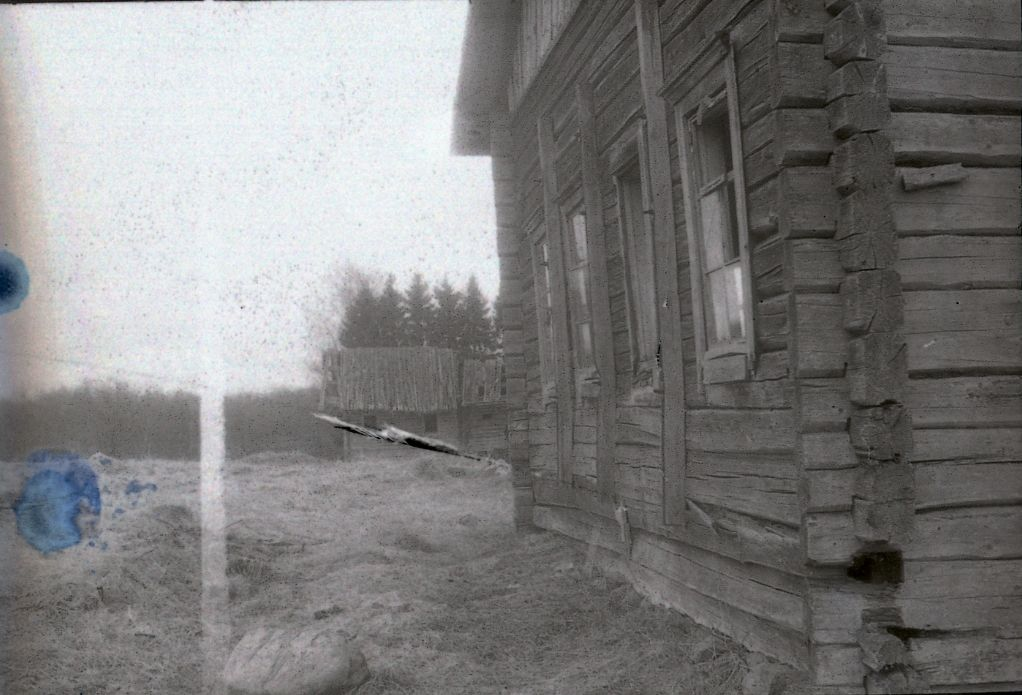
Деревня весной 1994 года
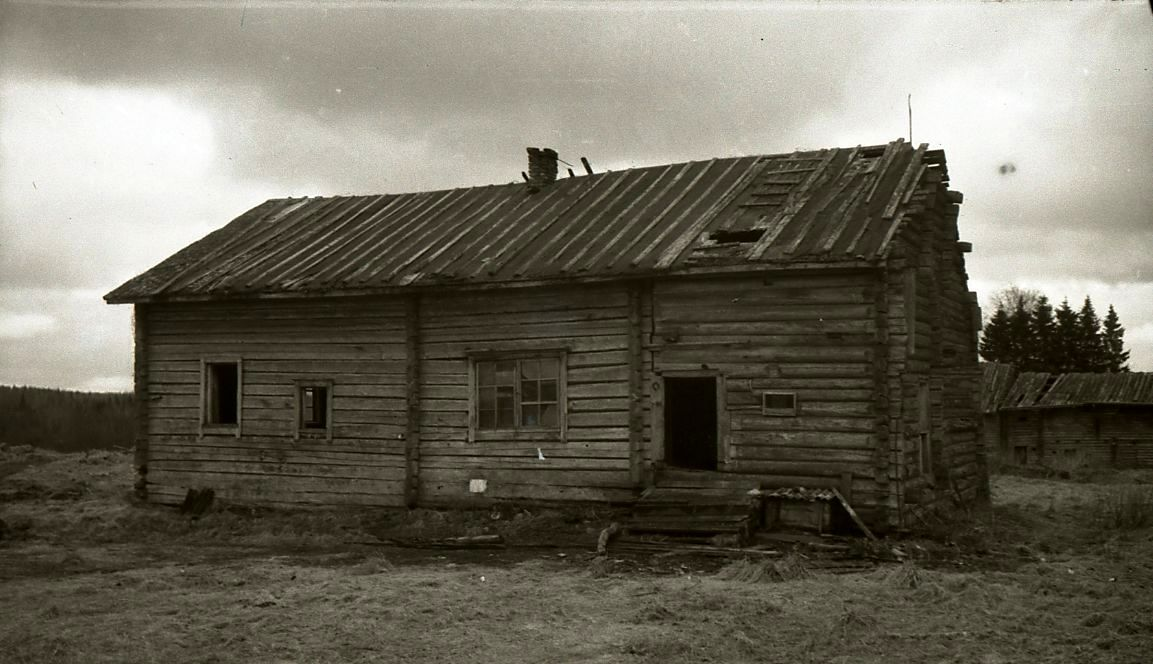
Деревня весной 1994 года